# Serbia i Czarnogóra w Konkursie Piosenki Eurowizji Junior
Serbia i Czarnogóra w Konkursie Piosenki Eurowizji Junior brała udział tylko raz, gdyż już rok później państwo to podzieliło się na dwie niepodległe republiki: Serbię i Czarnogórę. W swoim jedynym występie w 2005 roku Serbia i Czarnogóra zdobyła 13 miejsce.
Niepodległa Serbia zadebiutowała w konkursie już w 2006 roku. Czarnogóra natomiast wystawiła swojego reprezentanta w 2014 roku.

## Uczestnictwo
| Rok                        | Artysta     | Piosenka           | Język        | Miejsce | Punkty |
| -------------------------- | ----------- | ------------------ | ------------ | ------- | ------ |
| 2005                       | Filip Vučić | „Ljubav Pa Fudbal” | czarnogórski | 13      | 29     |
| brak reprezentanta od 2006 |             |                    |              |         |        |

## Historia głosowania w finale (2005)
Poniższe tabele pokazują, którym krajom Serbia i Czarnogóra przyznała w finale najwięcej punktów oraz od których państw otrzymała najwyższe noty.
| L.p. | Kraj               | Punkty |
| ---- | ------------------ | ------ |
| 1    | Hiszpania          | 12     |
| 2    | Macedonia Północna | 10     |
| 3    | Białoruś           | 8      |
| 4    | Rumunia            | 7      |
| 5    | Chorwacja          | 6      |

| L.p. | Kraj               | Punkty |
| ---- | ------------------ | ------ |
| 1    | Macedonia Północna | 10     |
| 2    | Chorwacja          | 6      |
| 3    | Cypr               | 1      |

Legenda:
     1. miejsce
     2. miejsce
     3. miejsce